# Association des démographes du Québec
Pour les articles homonymes, voir ADQ.
L'Association des démographes du Québec (ADQ) est un organisme sans but lucratif fondé en 1971 regroupant environ 200 membres, la grande majorité demeurant au Québec. Officiellement de langue française, son siège social est situé au Québec. Elle vise trois objectifs : établir des liens entre démographes, diffuser les connaissances de nature démographique, et faire connaître la démographie sur le marché du travail.

## Membres
Selon ses statuts, l’Association des démographes du Québec accepte en son sein toute personne qualifiée qui présente un intérêt marqué pour la démographie. Ainsi, elle admet quiconque a reçu ou reçoit une formation universitaire en démographie. De même pour toute personne qui consacre la majeure partie de son temps à la recherche ou à l’enseignement de la démographie. Enfin, peut aussi devenir membre, toute personne qui a apporté une contribution appréciable à cette discipline.
La majorité des membres sont du Québec. L’ADQ compte aussi des démographes du Canada anglais ou de l’étranger. Plusieurs membres appartiennent aussi à la Canadian Population Society (CPS), à la Population Association of America (PAA), à l'Union internationale pour l'étude scientifique de la population (UIESP), à l'Association internationale des démographes de langue française (AIDELF) comme à d’autres associations. Le bottin des membres donne, outre leurs coordonnées, leurs domaines d’expertise ainsi que leurs adresses électroniques
Trois fois par année, les membres reçoivent Les Échos, un bulletin d'informations générales. On y trouve les décisions et les activités du Bureau de direction, des informations sur les activités professionnelles des membres (colloques, séminaires, conférences, recherches, interviews, etc.), ainsi que les publications récentes impliquant au moins un membre. Des congrès, colloques ou séminaires y sont aussi annoncés. On y trouve également des offres d’emploi.

## Principales activités
L'Association des démographes du Québec publie, deux fois l’an, les Cahiers québécois de démographie, une revue scientifique de haut niveau diffusée partout sur la planète. Chaque année, elle organise un colloque sur un thème choisi par ses membres lors d’une assemblée générale tenue l’année précédente. Ce colloque a lieu habituellement dans le cadre du congrès annuel de l'Association francophone pour le savoir (ACFAS).
En 1978, l’ADQ a fondé avec la CPS, la Fédération canadienne de démographie (FCD). Outre les activités respectives des deux associations fondatrices, la FCD organise des colloques. À son instigation, l’Union internationale pour l’étude scientifique de la population (UIESP) a tenu son congrès quadriennal à Montréal en 1993.
Sollicitée pour son expertise, l'ADQ émet des avis professionnels sur des sujets d'intérêt public. Elle intervient parfois d’elle-même, notamment sous forme de mémoires présentés aux diverses autorités publiques.

## Thème des derniers colloques à l'ACFAS
- 1996 : Démographie et santé
- 1997 : Couples et conjugalité
- 1998 : Thomas Malthus et son Essai sur le principe de population, 200 ans plus tard
- 1999 : Démographie et phénomènes sociaux contemporains
- 2000 : Étude des transitions et des trajectoires en démographie
- 2001 : Les migrations au cœur des enjeux socio-démographiques
- 2002 : L’impact des changements démographiques sur les sociétés vieillissantes
- 2003 : La démographie des régions
- 2004 : La deuxième transition démographique
- 2005 : L'avenir démographique des régions
- 2006 : La démographie urbaine : enjeux et défis
- 2007 : Démographie et politiques publiques
- 2008 : Les particularités de la population québécoise d'hier à aujourd'hui
- 2009 : Transformations démographiques et nouvelles dynamiques sociales
- 2010 : L’étude des populations du passé : nouveaux développements et regards interdisciplinaires[3]
- 2011 : La fin des recensements?
- 2012 : Regards démographiques sur les inégalités
- 2013 : Les populations à travers l'espace
- 2014 : La démographie de demain : innovations, intersections et collaborations
- 2015 : Les défis démographiques du XXIe siècle revisités - dynamique des populations, méthodes en démographie et politiques publiques
- 2016 : Démographie et main-d’œuvre : Regards passés et enjeux futurs
- 2017 : L’apport du longitudinal dans l’analyse des inégalités

## Bureau de direction
Le bureau de direction de l’ADQ est formé de sept membres élus pour des mandats de deux ans. L'assemblée générale annuelle se tient généralement lors du Congrès de l'ACFAS en mai. À chacune de ces assemblées générales, on doit procéder, selon les statuts de l’association, à l’élection d’au moins trois postes au bureau de direction.
En décembre 2023, le Bureau de direction était formé des personnes suivantes :
- Président : Philippe Pacaut, Ministère de la Famille, Gouvernement du Québec,
- Vice-président : Julien Bérard-Chagnon, Statistique Canada,
- Trésorier : David Pelletier, Statistique Canada
- Secrétaire : Anne Binette Charbonneau, Institut de la statistique du Québec
- Directeur des Cahiers québécois de démographie : Alain Gagnon, Département de démographie, Université de Montréal
- Responsable des colloques : Xavier St-Denis, Institut national de la recherche scientifique, Université du Québec à Montréal
- Responsable des communications : Louis-Carl Boivin, Institut national de la recherche scientifique, Université du Québec à Montréal

## Anciens présidents et présidentes
| - Hubert Charbonneau, 1971 - Robert Maheu, 1972-1974 - Michel Amyot, 1974-1975 - Victor Piché, 1975-1976 - Réjean Lachapelle, 1976-1977 - André Piérard, 1977-1978 - Desmond Dufour, 1978-1979 - Jean-François Lachapelle, 1979-1981 - Suzanne Messier, 1981-1983 - Normand Thibault, 1983-1985 - Ronald Raby, 1985-1989 | - Michel Paillé, 1989-1993 - François Nault, 1993-1997 - Robert Choinière, 1997-2000 - Luc Roy, 2000-2003 - Hélène Gautron, 2003-2007 - Ghyslaine Neill, 2007-2011 - Marc Tremblay, 2011-2015 - Benoît Laplante, 2015-2017 - Alain Bélanger, 2017-2023 - Philippe Pacaut, 2023-... |

## Adresse postale
Association des démographes du Québec

C.P. 49532, CSP du Musée

Montréal (Québec)

Canada 
H3T 2A5